# Ошуркова Єлизавета Василівна
Єлизаве́та Васи́лівна Ошу́ркова (* 1991) — російська велосипедистка українського походження.

## З життєпису
Народилася 1991 року. Виступала в жіночій команді «UCI Women's Team» «Roland Cogeas Edelweiss Squad».
2009 року завоювала бронзу на чемпіонаті Європи з велотреку-2009 року серед жіночих команд юніорок. 2013 року брала участь у Чемпіонаті світу з велоперегонів (Флоренція).
У липні 2016 року почала виступати за Росію.

### Деякі результати
- 2008 — 10-те місце на чемпіонаті світу з гонки на час серед юніорів
- 2009 —
  - Бронзова медаль, чемпіонат світу зі змагань на час серед юніорів
  - 9-те місце на чемпіонаті Європи серед юніорів з гонки на час
- 2010
  - 7-ме місце на чемпіонаті Європи з шосейного велоспорту серед юніорів
- 2013 — Чемпіонат України з велоспорту на шосе
  - 2017 — 3 місце в Чемпіонаті Росії з шосейного велоспорту
- 2018
  - Гран-прі «Femin'Ain»
  - 2-га на гранпрі Красна Липа
  - 3-тє в Чемпіонаті Росії з шосейного велоспорту.
- 2019 — ** 2ге місце в чемпіонаті Росії з гонки на час
  - 3-тя на гранпрі Красна Липа
  - 3 місце в гонці Святилища Афродіти
  - 6-те місце в змішаній естафеті чемпіонату Європи з гонки на час (зі збірною Росії)
- 2020
  - Чемпіонка Росії з гонки на час
  - 3 місце на Гран-прі Центральної Анатолії